# Trichosporonoides nigrescens
Trichosporonoides nigrescens är en svampart som beskrevs av A.D. Hocking & Pitt 1981. Trichosporonoides nigrescens ingår i släktet Trichosporonoides, klassen Tremellomycetes, divisionen basidiesvampar och riket svampar.   Inga underarter finns listade i Catalogue of Life.